# Jean-Pierre Verscheure
Jean-Pierre Verscheure , né le 18 avril 1952, est un conservateur et spécialiste belge de l'histoire des techniques de cinéma. Il est à l’origine d’un centre d’études sur les techniques cinématographiques nommé Cinévolution.

## Biographie
Professeur à l’Institut National Supérieur des Arts du Spectacle (INSAS) et membre du conseil scientifique de la Cinémathèque française, il est aussi collectionneur de matériel cinématographique ancien et moderne. 
Jean-Pierre Verscheure est connu pour ses recherches dans les domaines du son et de l’optique. Ce technicien-archéologue restitue, à l’aide de moyens techniques rares, oubliés, les sons originels des films. Il est également spécialiste de l'Histoire de la couleur au cinéma,.
Selon lui, revoir un film du passé dans les conditions d’origine peut non seulement aider à mieux comprendre la démarche et les enjeux artistiques de l’auteur, mais permet aussi d’aborder le cinéma contemporain dans une nouvelle perspective.

« Il faut voir les films sur les appareils pour lesquels ils étaient prévus. Cela n’a aucun sens d’aller voir un film des frères Lumière au cinéma aujourd’hui. Il faut le voir sur un cinématographe Lumière. »

Jean-Pierre Verscheure débute dans l'industrie du cinéma dès la fin de ses études de technicien en électromécanique, en électronique et en télévision industrielle. Il s'oriente rapidement vers les techniques cinématographiques et commence une carrière professionnelle au Studio l'Équipe qu'il poursuivra ensuite chez Codeltec, filiale Belge de la Western Electric (Westrex). Il entre ensuite à l'INSAS comme professeur et dispense des cours de projection cinématographique, d'enregistrement sonore pour son optique, d'Histoire des formats ainsi qu'un cours sur les standards de finalisation image et son (argentique). Afin de poursuivre des études dans le domaine de l'évolution des formes de spectacles cinématographiques, il fonde en 1994 un centre d'études et de recherches sur l'évolution du spectacle cinématographique des origines à nos jours dans lequel plus de 70 installations sonores ou visuelles ont pu être restituées, permettant de présenter les films dans leurs conditions de projection d'origine. Cinévolution possède à des fins d'études une cinémathèque spécialisée de plus de 4500 films.
En 2013, il fonde avec son fils Laurent un centre de restauration sonore pour films cinématographiques 16, 35 et 70mm dénommé Motion Picture Soundtrack Restoration Center.

## Distinctions
- Prix Coq de la Communauté française de Belgique : Mention spéciale en 2001
- Lifetime Achievement in Film Award (Festival international du film indépendant de Bruxelles) en 2010